# Meister des Wasservass’schen Kalvarienbergs

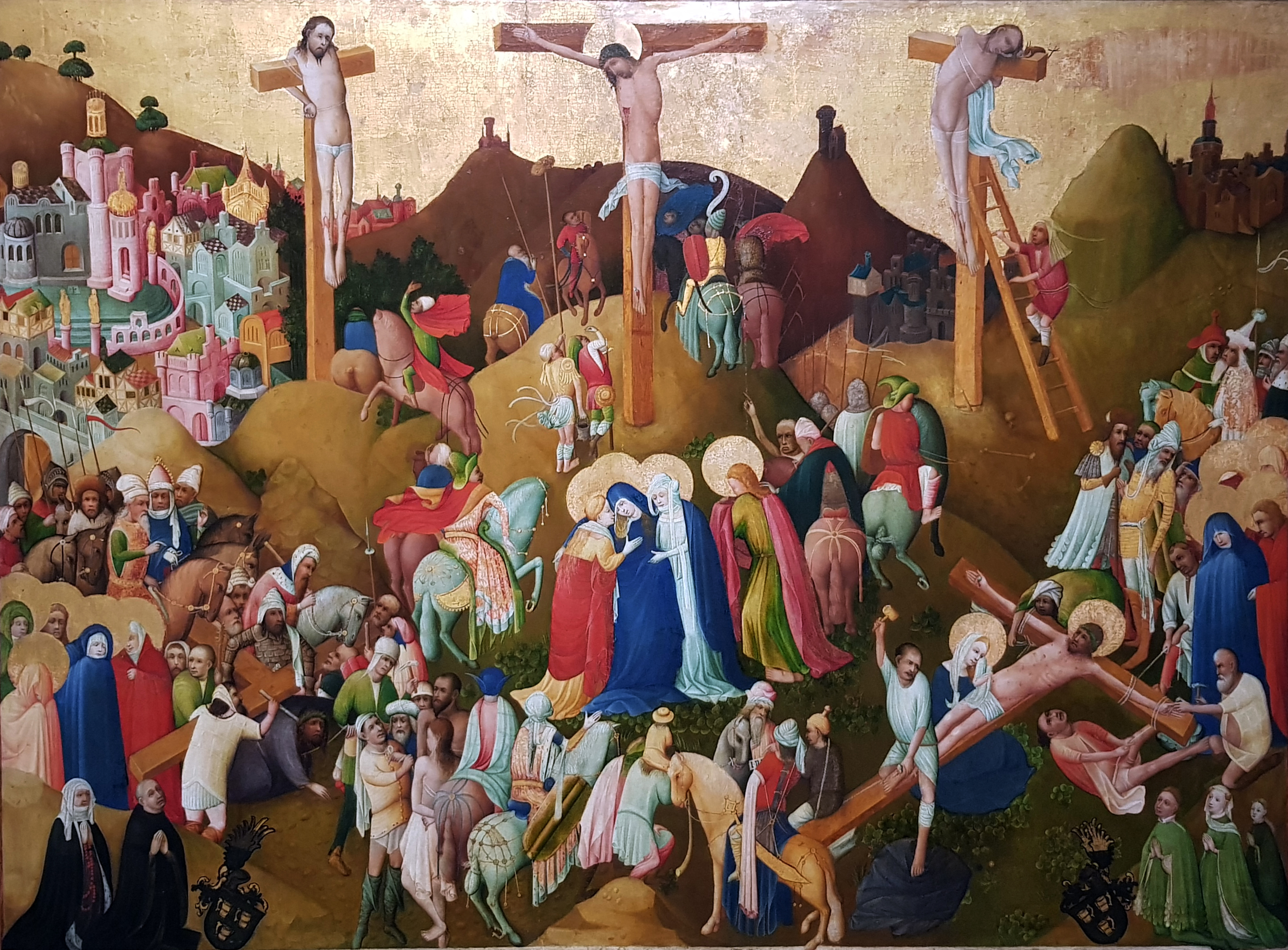
Der Wasservass’sche Kalvarienberg (Wallraf-Richartz-Museum, Köln)

Der Meister des Wasservass’schen Kalvarienbergs war ein Maler der Zeit um 1415–1435, der wahrscheinlich in Köln lebte. Seinen Notnamen erhielt er nach dem im Wallraf-Richartz-Museum in Köln verwahrten Kalvarienberg mit dem Wappen der Familie Wasservass, der wohl um 1420–1430 entstand. Dieses Retabel stiftete wahrscheinlich Gerhard von Esch, genannt von dem Wasserfass, der Kölner Kirche St. Kolumba. Die Familie nannte sich nach dem gleichnamigen Haus in Köln. Weitere Werke sind dem Meister nicht sicher zuzuschreiben. Seine künstlerischen Quellen liegen in der Altniederländischen Malerei und in der burgundischen Buchmalerei seiner Zeit, weniger in der Kölner Malerei, in der sein Werk relativ isoliert bleibt.